# Brønnøy
Brønnøy é uma comuna da Noruega, com 1 039 km² de área e 7 565 habitantes (censo de 2004).         